# (500423) 2012 TX136
(500423) 2012 TX136 es un asteroide perteneciente al cinturón de asteroides, descubierto el 8 de octubre de 2012 por el equipo del Mount Lemmon Survey desde el Observatorio del Monte Lemmon, Arizona, Estados Unidos.

## Designación y nombre
Designado provisionalmente como 2012 TX136.

## Características orbitales
2012 TX136 está situado a una distancia media del Sol de 2,885 ua, pudiendo alejarse hasta 3,146 ua y acercarse hasta 2,624 ua. Su excentricidad es 0,090 y la inclinación orbital 10,82 grados. Emplea 1790,35 días en completar una órbita alrededor del Sol.

## Características físicas
La magnitud absoluta de 2012 TX136 es 16,5.